# Surcuolm
Surcuolm (, toponimo romancio; in tedesco Neukirch o Neukirch bei Ilanz, desueto, ufficiale fino al 1943) è una frazione di 107 abitanti del comune svizzero di Obersaxen Mundaun, nella regione Surselva (Canton Grigioni).

## Geografia fisica
Il paese si trova nella valle del Reno Anteriore, sull'altopiano di Obersaxen.

## Storia

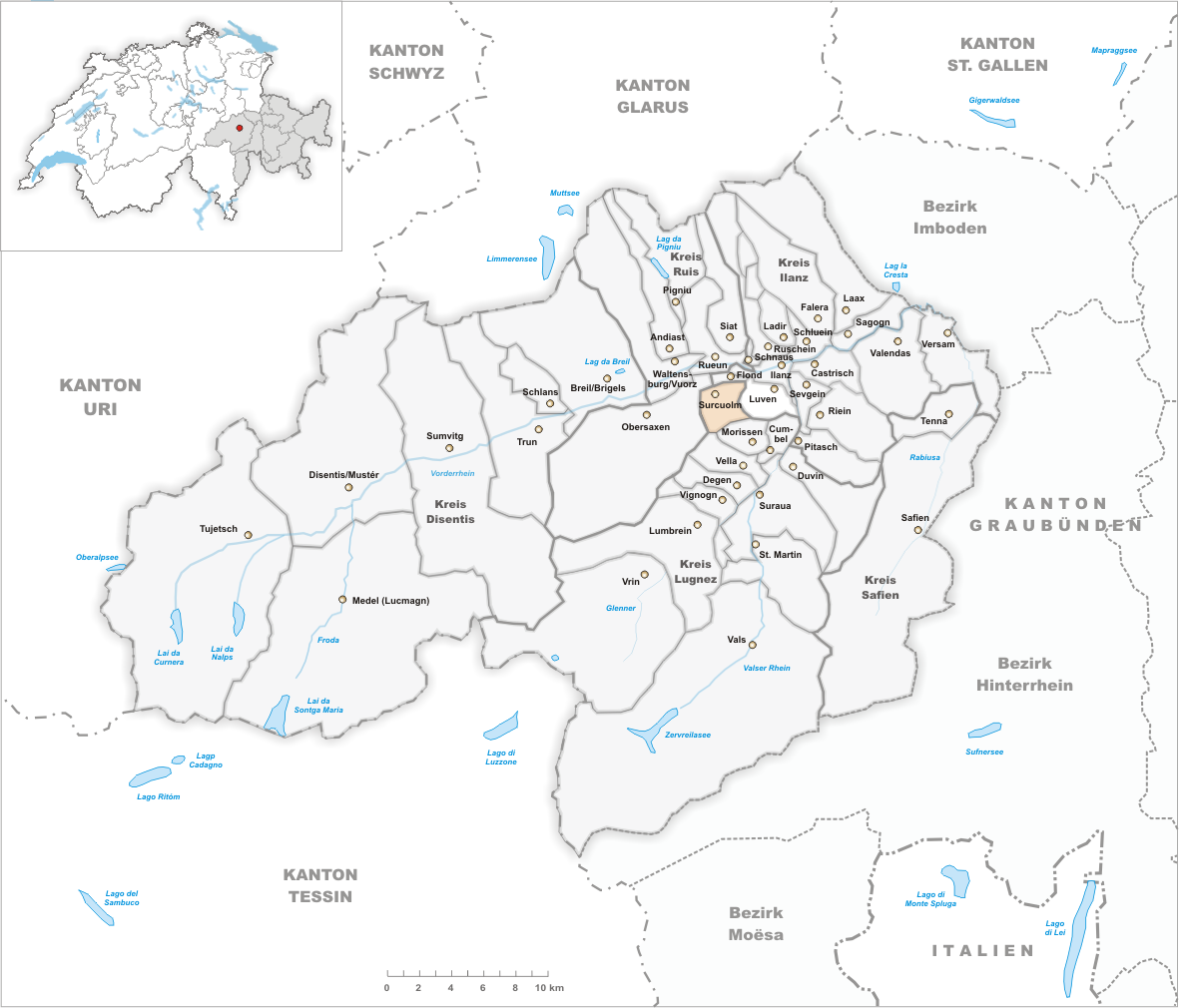
Il territorio del comune di Surcuolm prima degli accorpamenti comunali del 2009

Già comune autonomo che si estendeva per 6,47 km², nel 2009 è stato aggregato all'altro comune soppresso di Flond per formare il nuovo comune di Mundaun, il quale a sua volta nel 2016 è stato aggregato all'altro comune soppresso di Obersaxen per formare il nuovo comune di Obersaxen Mundaun.

## Monumenti e luoghi d'interesse
- Chiesa cattolica di San Giorgio, eretta nel 1704[2].

## Società

### Evoluzione demografica
L'evoluzione demografica è riportata nella seguente tabella:
Abitanti censiti

### Lingue e dialetti
La maggioranza della popolazione parla la lingua romancia.

## Economia

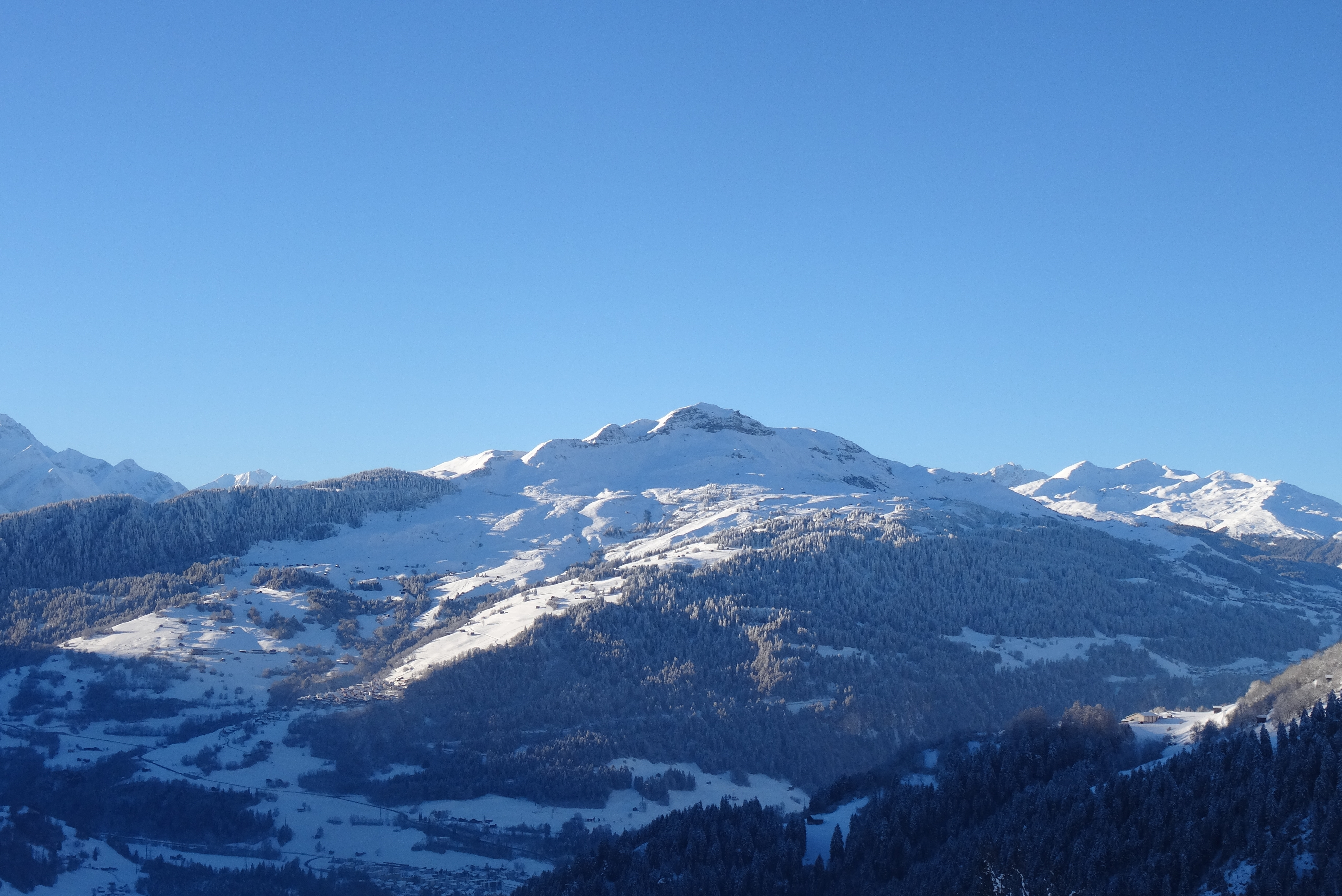
Alcune piste sciistiche sul Piz Mundaun

L'economia locale trae impulso dal turismo sia estivo sia invernale (stazione sciistica del Piz Mundaun, sviluppatasi a partire dagli anni 1970).